# Széchenyi tér (Makó)
A Széchenyi tér Makó város főtere, legfontosabb közlekedési csomópontja. A város történelme során hosszú ideig vásártér volt, köszönhetően frekventált elhelyezkedésének: az aradi, a szegedi és a hódmezővásárhelyi utak találkozásánál alakult ki.

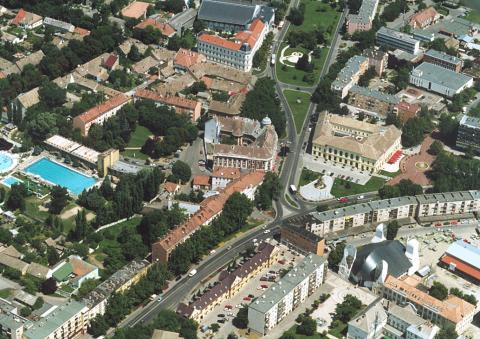
A Széchenyi tér légifelvételen

A tér egyben a várost átszelő 43-as főút és a Makó-Földeák-Hódmezővásárhely út és a Posta utca csomópontja is. Itt található a város egyetlen jelzőlámpás kereszteződése, de ennek helyén helyén a városvezetés pályázati támogatással körforgalmat akar kialakítani. Az itt található autóbusz-megállókból a Szeged és Apátfalva felé közlekedő helyközi járatokra lehet felszállni. A helyi tömegközlekedés 3-as és 7-es vonalának van megállója a főtéren.
Több városképi jelentőségű épület található itt: a Széchenyi teret közrefogja a régi városháza, a Bérpalota, a Csipkesor, a Korona Szálló. A tér keleti végét a városháza és a takarékpénztár épülete zárja. Ez utóbbi oldalkertjében állították fel Hollósy Kornélia szobrát; az épület előtt áll Kallós Ede monumentális Kossuth Lajos-szobra, és Szentgyörgyi István Návay Lajos-szobrának megmaradt mellékalakjai.
2004-ben Makovecz Imre tervei alapján megvalósult a térrekonstrukció a Korona Szálló előtt. Kellemes sétatér jött létre szökő- és ivókutakkal, virágos felületekkel, hangulatos utcabútorokkal. Itt található a Megriadt nő szobra, és 2009. július 14-én itt állították fel Fátyol Misi szobrát is.
A Csipkesor előtti szoborparkban további műalkotások találhatóak: Dobsa Lajost, Návay Tamást, Pulitzer Józsefet és Galamb Józsefet tették halhatatlanná szoborként.